# Ofiara Izaaka (obraz Pedra de Orrente)
Ofiara Izaaka (hiszp. El sacrificio de Isaac) – powstały w ok. 1616 obraz autorstwa hiszpańskiego barokowego malarza Pedra Orrente. Często mylony z obrazem o tej samej nazwie wykonanym przez włoskiego malarza Caravaggiego. Znajduje się w zbiorach Muzeum Sztuk Pięknych w Bilbao.

## Opis
Artysta przedstawił na obrazie znaną ze Starego Testamentu scenę ofiary Abrahama. Wydarzenie zostało opisane przez autorów biblijnych w Księdze Rodzaju. Bóg zażądał od patriarchy, by złożył mu w ofierze długo oczekiwanego, narodzonego z Sary syna Izaaka, w którym miały się wypełnić wszystkie obietnice dane nomadowi z Ur. Izaak jest w teologii chrześcijańskiej typem Chrystusa, sama zaś ofiara typem męczeńskiej ofiary Chrystusa oraz Eucharystii. Temat był wielokrotnie wykorzystywany przez malarzy różnych epok. Najstarsze przedstawienie ofiary Abrahama znajduje się na mozaice podłogowej w bizantyńskiej synagodze w Bet Alfa w Izraelu.
Abraham Pedra Orrente to wiekowy, łysy mężczyzna. W ręku trzyma nóż – już się zamachnął, by zadać śmiertelne cięcie. Drugą ręką trzyma czerwoną opaskę, która zakrywa oczy ofiarowywanego Izaaka. Młodzieniec jest prawie nagi. Jego głowa, zaciskana przez opaskę, przywiera do kamienia ofiarnego. Na drzewie w lewym górnym rogu dzieła wisi czerwona tunika Izaaka. Tuż pod nią baranek – zgodnie z opisem biblijnym. Ciemna ręka Abrahama zostaje powstrzymana przez zesłanego przez Boga anioła, który z przejęciem wpatruje się w oblicze patriarchy. Izaak klęczy na przyniesionych przez siebie drewnach. W prawym dolnym rogu obrazu tli się koniec sznura.